# Dżibal al-Kusur
Dżibal al-Kusur (arab. ‏جبال القصور‎, Ǧibāl al-Quṣūr; fr. Monts des Ksour) – masyw górski w Afryce Północnej, w obrębie gór Atlas leżący prawie w całości na terytorium Algierii. Przebiega w kierunku wschód-zachód przez prowincje Baszszar, An-Na’ama i Al-Bajad. Stanowi zachodnią część Atlasu Saharyjskiego.

## Geografia
Masyw leży między prowincją Fidżidż w regionie Wschodnim Maroka przy granicy z Algierią a algierską prowincją Al-Bajad. Jego kontynuacją w kierunku zachodnim jest Atlas Wysoki. Najwyższym szczytem masywu jest Dżabal Isa o wysokości 2236 m n.p.m.

## Petroglify
Sztuka prehistoryczna, występująca w formie rytów skalnych pokazujących konie, słonie i inne zwierzęta, została znaleziona w wielu różnych jaskiniach i na ścianach skalnych na terenie całego masywu, jak na przykład w Tijut (Tiout).

## Obszary chronione
Park Narodowy Dżabal Isa jest obszarem chronionym utworzonym w 2003 r. na terenie masywu.

## Galeria
|  |  |  |